# Semampir
Semampir é um kecamatan (subdistrito) da cidade de Surabaia, na Província Java Oriental, Indonésia.
A taxa de pobreza neste distrito é o mais elevado na cidade de Surabaia.

## Keluharan
O kecamatan de Semampir possui 5 keluharan:
- Ampel
- Pegirian
- Wonokusumo
- Ujung
- Sidotopo